# احمدآباد (ملکان)
احمدآباد یکی از روستاهای استان آذربایجان شرقی است که در دهستان گاودول غربی بخش مرکزی شهرستان ملکان واقع شده است ه‌است. 
. 
.
.